# Hornow-Wadelsdorf
Hornow-Wadelsdorf (dolnołuż. Lěšće-Zakrjejc) – dawna gmina w Niemczech, w kraju związkowym Brandenburgia, w powiecie Spree-Neiße, wchodziła w skład urzędu Döbern-Land. 1 stycznia 2016 została rozwiązana i została włączona w granice miasta Spremberg jako dwie dzielnice: Hornow oraz Wadelsdorf